# Kaja Ziomek-Nogal
Kaja Ziomek (Lubiɳ, 3 augustus 1997) is een Pools langebaanschaatser.

## Biografie
Ziomek debuteerde in wereldbekerverband in januari 2016 te Stavanger. In 2018 nam ze deel aan de 500 meter op de Olympische Spelen in Pyeongchang waar ze als 25ste eindigde. Bij de EK Afstanden leverde diezelfde afstand een 16e plaats op. Op 1 december 2024 won Ziomek-Nogal de 500 meter in Peking waarmee ze de derde Poolse schaatsster werd die een wereldbekerwedstrijd won na Andżelika Wójcik.

## Persoonlijk
Ziomek-Nogal is getrouwd met de Poolse schaatser Artur Nogal. Door een zwangerschap mist de Poolse het seizoen 2022-2023.

## Persoonlijke records[4]
| Afstand    | Tijd    | Datum           | Baan           |
| ---------- | ------- | --------------- | -------------- |
| 500 meter  | 37,39   | 4 december 2021 | Salt Lake City |
| 1000 meter | 1.15,17 | 7 februari 2020 | Calgary        |
| 1500 meter | 2.13,18 | 5 februari 2016 | Sanok          |
| 3000 meter | 4.56,33 | 4 februari 2017 | Zakopane       |

## Resultaten
| Jaar | EK Sprint                | WK Sprint                | WK Afstanden          | Olympische Spelen | WK Junioren                      |
| ---- | ------------------------ | ------------------------ | --------------------- | ----------------- | -------------------------------- |
| 2015 |                          |                          |                       |                   | 26e 500m 35e 1000m               |
| 2016 |                          |                          |                       |                   | 9e 500m · 13e 1000m · teamsprint |
| 2017 | 14e (13e, 16e, 12e, 14e) |                          |                       |                   | 4e 500m 21e 1000m                |
| 2018 |                          |                          |                       | 25e 500m          |                                  |
| 2019 | 9e (9e, 11e, 8e, 10e)    |                          | 11e 500m              |                   |                                  |
| 2020 |                          | 16e (16e, 19e, 15e, 21e) | 16e 500m · teamsprint |                   |                                  |
| 2021 | 8e (8e, 10e, 6e, 7e)     |                          | 10e 500m 17e 1000m    |                   |                                  |
| 2022 |                          | NS4 · (, 7e, 7e, NS)     |                       | 9e 500m           |                                  |
|      |                          |                          |                       |                   |                                  |
| 2025 | 4e · (4e, 7e, , 5e)      |                          | 12e 500m · teamsprint |                   |                                  |

(#, #, #, #) = afstandspositie op sprinttoernooi (500m, 1000m, 500m, 1000m).